# Louis Henry
Louis Stanislas Xavier Henry (Versailles, 5 marzo 1784 – Milano, 4 novembre 1836) è stato un ballerino e coreografo francese.

## Biografia
Allievo di Jean-François Coulon, iniziò a danzare all'Opéra di Parigi nel 1803. Tuttavia, la superiorità dei rivali Louis Duport e Auguste Vestris lo spinse a cercare fortuna altrove e nel 1805 divenne maestro di balletto del Théâtre de la Porte-Saint-Martin, dove ottenne i suoi primi successi sulle scene. Costretto a lasciare clandestinamente la Francia, Henry trovò il successo in Italia, prima a Milano e poi, a partire dal 1808, a Napoli.
A Napoli Henry cominciò a cimentarsi con successo alla coreografia e nel 1812 portò al debutto un balletto ispirato all'Amleto, poi riproposto anche a Parigi nel 1816. Più che sulla tragedia shakespeariana, il balletto di Henry si basava sul popolare adattamento del 1796 firmato da Jean-François Ducis, che andava a semplificare l'intreccio, riducendo il numero dei personaggi e rendendo l'opera più conforme allo stile della tragedia francese. Pur semplificando ulteriormente la trama, Henry ampliò i ruoli di Ofelia e Gertrude, rendendole protagoniste di passi a due; inoltre, Henry volle che il fantasma del padre di Amleto apparisse più di frequente in scena e il balletto terminava non con la morte del principe di Danimarca, bensì con la sua incoronazione a re dopo essersi vendicato di Claudio.
Dopo il successo a Parigi, Amleto fu riproposto anche al Teatro alla Scala. Per il Piermarini realizzò anche balletti originali e nuovi allestimenti di balletti già esistenti, tra cui Elerz e Zulmida (1826), La Sylphide (1828) e Guglielmo Tell (1833). Tuttavia fu al Teatro di San Carlo che si legò gran parte della sua attività professionale e, sotto l'egida di Gioacchino Murat, promosse e fondò la scuola di danza del teatro nel 1812. Inoltre, Napoli vide il debutto di molte delle sue creazioni in veste di coreografo, tra cui Telemaco nell'isola di Calipso (1813), Aladino (1819) e Alceste (1826).
Coreografo prolifico (forse fu autore di oltre centoventi balletti) nel 1835 tornò all'Opéra di Parigi con una sua nuova creazione, L'Ile des pirates, con i costumi di Eugène Lami, che però fu accolta freddamente. L'anno dopo tornò in Italia, dove morì dopo aver contratto il colera dalla figlia.